# Wégner Judit
Wégner Judit (Budapest, 1977. május 25. –) magyar énekes- és színésznő.

## Életpályája
Már gyermekkorában „eljegyezte” magát a zene világával. Zongora szakon végzett, majd a Leövey Klára Gimnázium ének-zene tagozatos osztályában érettségizett. Ezt követően három évig a Toldy Mária musical stúdiójában folytatta tanulmányait. A Színház- és Filmművészeti Egyetem operett-musical színész szakán a Kerényi Imre osztályában végzett. 
Szabadfoglalkozású színművész. Játszott a régi Nemzeti Színház, a József Attila Színház, a Pécsi Nemzeti Színház, a Madách Színház, a Játékszín, az egri Gárdonyi Géza Színház, a Vidám Színpad, a kecskeméti Katona József Színház és a Magyar Színház előadásaiban, Iglódi István, Szirtes Tamás, Balázsovits Lajos, Szerednyey Béla, Réczei Tamás rendezéseiben. Már tanulmányai alatt is játszott a Nemzeti Színház, a József Attila Színház, a Madách Színház és a Tropicarium Színház előadásaiban. 
Színházi elfoglaltságai mellett neves zenekarok vokalistája volt, a Kimnowak zenekarban több mint hat évig, a Bergendy Szalonzenekarban pedig három évig énekelt. Emellett gyakran vállal szinkronizálást is.
2019. február 22-én született meg Juhász Leventével közös kislányuk, Lídia.

## Színházi szerepei
A Színházi adattárban regisztrált bemutatóinak száma: 19.
- Mária Lea nővér (Dan Goggin: Apácák) – Ódry Színpad
- Ilphiádé (Nagy Gergely – Varga Zoltán – Simonkovits Ákos – Miklós Tibor: Kiala)
- Ilphiádé (Atlantis – Az elveszett világ nyomában)
- Claire (Tasnádi István: Démonológia)
- Cejtel nagymama (Jerry Bock – Joseph Stein – Sheldon Harnick: Hegedűs a háztetőn)
- Sonia Walsk (Marvin Hamlisch – Neil Simon – Carole Bayer Sager: Kapj el!)
- Ács Feri (Molnár Ferenc: A Pál utcai fiúk)
- Kim (Alain Boublil – Claude-Michel Schönberg: Miss Saigon)
- Daphne Stilington (Noël Coward: Ne nevess korán!)
- Jean McCormic; Mimsei (Neil Simon: Hotel Plaza)
- Milka (Heltai Jenő: Naftalin)
- Holly (Szikora Róbert – Valla Attila: Macskafogó)
- Jegyszedő; Nyaljál Faljál (Mel Brooks – Thomas Meehan – Mel Brooks: Producerek)
- Kínai lány (John Kander – Fred Ebb – Bob Fosse: Chicago)
- Protestáns lány (Andrew Lloyd Webber – Ben Felton – Bródy János: Volt egyszer egy csapat)
- Tissy (Szikora Róbert – Valla Attila: Macskafogó)
- Konferasznié (Mi vagyunk a musical – válogatás magyar musicalekből)
- Juliette (Lehár Ferenc – Békeffi István – Kellér Dezső – Gábor Andor – Szenes Iván: Luxemburg grófja)
- Angyal (Cole Porter: Mi jöhet még?!) – Ferencvárosi Fesztivál
- Cassandra (Thomas Stearns Eliot – Andrew Lloyd Webber: Macskák)
- Kölyök (Presser Gábor – Sztevanovity Dusán – Horváth Péter: A Padlás)
- Vágó Márta (Vizy Márton – Tóth Dávid Ágoston: Én, József Attila)
- Maria Renier, apácanövendék (A muzsika hangja, fordította: Bátki Mihály, magyar dalszövegek: Fábri Péter)
- Tonja feleség ( M.Weller – M.Korie – A.Powers – L.Simon: Doktor Zsivágó – musical )
- Madame Giry (Webber: Az operaház fantomja)

## Televíziós és filmes szerepei
- Szomszédok (1997)
- Barátok közt (2011-2012, 2015)
- …a szomszéd tehene (2024)

## Szinkronszerepei

### Filmek
- Godzilla – Dr. Vivienne Graham – Sally Hawkins
- Hívatlan vendég – Mildred Kemp – Heather Doerksen
- Men in Black – Sötét zsaruk 3. – Lily – Nicole Scherzinger
- Mindenképpen talán – Anne – Annie Parisse
- Péntek 13. – Whitney Miller – Amanda Righetti
- Szerencse dolga – Larita, pókerszoba pénztárosnője – Yetta Gottesman
- Timecode – Szik nővér – Aimee Graham
- Vasutas Jim – Harriet Collins kisasszony – Laura Fraser
- A Wendell Baker balhé – May – Azura Skye

### Sorozatok
- Az igazság ifjú ligája – Artemis Crock
- Bakugan – Mechtanium kitörés – Soon
- Bleach – Kijone Kotecu (2. hang)
- Bleach: A gyémántpor lázadás – Kijone Kotecu
- Dóra és barátai – Naiya
- Conan, a detektív – Dr. Szavaki Jóko (37. epizód)
- Fullmetal Alchemist – Testvériség – Martel („Marta”) (13–14. epizód)
- Kaliforgia – Marcy Runckle
- Miles a jövőből – Phoebe
- Monster High – Caty Noir
- Naruto (Animax-változat): Haruno Szakura (2. hang)
- Nodame Cantabile – Miki Kijora
- A palota ékköve – Min Migum – Kim Szoi
- Soul Eater – Lélekfalók: Medusa Gorgon
- Szófia hercegnő – Mia
- Szulejmán – Saliha – Hande Subasi, Monica Gritti
- Trónok harca – Mirelle – Elisa Lasowski

Teen wolf – Satomi bandájából szőke lány
- Violetta – Natalia „Naty” Vidal – Alba Rico Navarro
- Obi-Wan Kenobi – Tala Durith – Indira Varma